# Santo de Casa
Santo de Casa é o primeiro álbum ao vivo da cantora brasileira Mariene de Castro, lançado em outubro 2010. O show de gravação foi realizado no Teatro Castro Alves, em Salvador, em 15 de fevereiro de 2009. É o primeiro primeiro trabalho de Mariene na Universal Music, casa que já abrigou algumas de suas cantoras preferidas e hoje madrinhas musicais, como Maria Bethânia e Beth Carvalho. Com 15 faixas, o CD foi produzido por ela e Gerson Silva, sob direção musical de Jurandir Santana, e conta com participações especiais de Dona Nicinha de Santo Amaro, Rita da Barquinha, As Ganhadeiras de Itapuã, Grupo Pim e Vozes da Purificação.

## CD

### Faixas
| N.º | Título                          | Compositor(es) | Duração |  |
| 1.  | "Saudação a Yemanjá / Temporal" | Folclore Baiano, Roque Ferreira | 1:24    |  |
| 2.  | "Abre Caminho"                  | Mariene de Castro, Roque Ferreira, J. Velloso                                                                                           | 2:39    |  |
| 3.  | "Ilha de Maré"                  | Walmir Lima | 2:33    |  |
| 4.  | "Falsa Baiana"                  | Geraldo Pereira | 2:46    |  |
| 5.  | "Pot-Pourri de Nené"            | Folclore Baiano, Firmino Itapoã, Jamelão, Edson Menezes, Tiâo Motorista                                                                 | 6:10    |  |
| 6.  | "Chico e Chica"                 | Roque Ferreira | 3:10    |  |
| 7.  | "Cirandas"                      | Folclore Baiano, Chico César, Zé Dantas, Zé do Norte, Traditional                                                                       | 6:01    |  |
| 8.  | "Prece de Pescador"             | Roque Ferreira, J. Velloso | 4:51    |  |
| 9.  | "Vi Mamãe Oxum Na Cachoeira"    | Folclore Baiano | 1:45    |  |
| 10. | "Vi Mamãe Na Areia"             | Roque Ferreira | 3:41    |  |
| 11. | "Samba de Terreiro"             | Roque Ferreira | 4:39    |  |
| 12. | "Raiz"                          | Roberto Mendes, J. Velloso | 3:08    |  |
| 13. | "De Maré"                       | Roque Ferreira, Toninho Geraes | 3:09    |  |
| 14. | "Pot-pourri Samba de Roda"      | Baianinho, Folclore Baiano, Dorival Caymmi, Miguel Pancrácio, Hermeto Paschoal, Enio dos Santos Ribeiro, Fabricio da Silva, Traditional | 10:46   |  |
| 15. | "Santo de Casa - Vinheta"       | Roque Ferreira | 0:51    |  |

## DVD
Não na mesma sequência do álbum em CD, O DVD com registro do show foi lançado em fevereiro de 2011, possui 23 faixas.

### Faixas
| N.º | Título                                                   | Duração |  |
| 1.  | "Saudação a Yemanjá / Temporal"                          |         |  |
| 2.  | "Temporal"                                               |         |  |
| 3.  | "Na Paz de Deus"                                         |         |  |
| 4.  | "Abre Caminho"                                           |         |  |
| 5.  | "Ilha de Maré"                                           |         |  |
| 6.  | "Falsa Baiana"                                           |         |  |
| 7.  | "Rosa Morena"                                            |         |  |
| 8.  | "Pot-Pourri de Caymmi"                                   |         |  |
| 9.  | "Raiz"                                                   |         |  |
| 10. | "Pot-Pourri de Nené"                                     |         |  |
| 11. | "Samba de Terreiro"                                      |         |  |
| 12. | "De Maré"                                                |         |  |
| 13. | "Chico e Chica"                                          |         |  |
| 14. | "Ganhadeiras de Itapoã"                                  |         |  |
| 15. | "Garaximbola (Ganhadeiras de Itapuã)"                    |         |  |
| 16. | "Depoimento"                                             |         |  |
| 17. | "Quebradeira de Coco"                                    |         |  |
| 18. | "Vi Mamãe Oxum Na Cachoeira"                             |         |  |
| 19. | "Vi Mamãe Na Areia"                                      |         |  |
| 20. | "Quando Eu Me Chamar Saudade / Não Deixe o Samba Morrer" |         |  |
| 21. | "Cirandas"                                               |         |  |
| 22. | "São Cosme e São Damião"                                 |         |  |
| 23. | "Pot-Pourri Samba de Roda"                               |         |  |